# Michael Jackson: The Immortal World Tour
Michael Jackson: The Immortal World Tour – produkcja teatralna Cirque de Soleil, w której została wykorzystana muzyka Michaela Jacksona w połączeniu z akrobacjami. Autorem spektaklu jest Jamie King. Spektakl odbył ogólnoświatowe tournée od 2011 do 2014; dając w sumie 501 koncertów w 141 miastach na całym świecie.
W 2011 odbyło się 45 przedstawień w Ameryce Północnej.
W 2012 odbyły się 124 przedstawienia w Ameryce Północnej i 42 w Europie.
W 2013 odbyło się 48 przedstawień w Europie i 46 w Azji.

## Program spektaklu
Akt I:
1. „Workin’ Day and Night”
2. „Childhood”
3. „Wanna Be Startin’ Somethin”
4. „I Want You Back"/"ABC"/"The Love You Say” (składanka Jackson 5)
5. „Dancing Machine”
6. „Ben”
7. „This Place Hotel”
8. „Smooth Criminal”
9. „Dangerous”
10. „Another Part of Me”
11. „Human Nature”
12. „It Is Scary”
13. „Thriller"

Akt II:
1. „I Just Can’t Stop Loving You”
2. „Beat It"/"Bad” (składanka)
3. „Jam”
4. „Earth Song”
5. „Scream”
6. „They Don’t Care About Us”
7. „Will You Be There”
8. „Can You Feel It”
9. „Don’t Stop Til You Get Enough”
10. „Billie Jean”
11. „Black Or White”
12. „Man In The Mirror"

## Lista koncertów

### Koncerty w 2011
- 2, 3 i 4 października – Montreal, Kanada – Bell Centre
- 7, 8 i 9 października – Ottawa, Kanada – Scotiabank Place
- 12 i 13 października – Hamilton, Kanada – Copps Coliseum
- 15 i 16 października – Detroit, Michigan, USA – Joe Louis Arena
- 18 i 19 października – London, Kanada – John Labatt Centre
- 21, 22, 23 i 24 października – Toronto, Kanada – Air Canada Centre
- 26 i 27 października – Winnipeg, Kanada – MTS Centre
- 29 i 30 października – Saskatoon, Kanada – Credit Union Centre
- 1 i 2 listopada – Edmonton, Kanada – Rexall Place
- 4, 5 i 6 listopada – Vancouver, Kanada – Rogers Arena
- 9 i 10 listopada – Seattle, Waszyngton, USA – KeyArena
- 12 i 13 listopada – Spokane, Waszyngton, USA – Spokane Veterans Memorial Arena
- 15 listopada – Eugene, Oregon, USA – Matthew Knight Arena
- 18 i 19 listopada – Portland, Oregon, USA – Rose Garden Arena
- 28, 29 i 30 listopada – Salt Lake City, Utah, USA – EnergySolutions Arena
- 3, 4, 9, 11, 17, 18, 19 i 27 grudnia – Las Vegas, Nevada, USA – Mandalay Bay Events Center
- 30 i 31 grudnia – Phoenix, Arizona, USA – US Airways Center

### Koncerty w 2012

#### Ameryka Północna
- 3 stycznia – Boise, Idaho, USA – Taco Bell Arena
- 6, 7 i 8 stycznia – Denver, Kolorado, USA – Pepsi Center
- 10 i 11 stycznia – Sacramento, Kalifornia, USA – Power Balance Paviliion
- 13, 14 i 15 stycznia – San Jose, Kalifornia, USA – HP Pavillion at San Jose
- 17, 18 i 19 stycznia – Oakland, Kalifornia, USA – Oracle Arena
- 21 i 22 stycznia – San Diego, Kalifornia, USA – Valley View Casino Center
- 24 i 25 stycznia – Anaheim, Kalifornia, USA – Honda Center
- 27, 28 i 29 stycznia – Los Angeles, Kalifornia, USA – Staples Center
- 7 i 8 lutego – St. Louis, Missouri, USA – Scottrade Center
- 10, 11 i 12 lutego – Houston, Teksas, USA – Toyota Center
- 15 i 16 lutego – Nowy Orlean, Luizjana, USA – New Orleans Arena
- 18 i 19 lutego – Tulsa, Oklahoma, USA – BOK Center
- 21 i 22 lutego – Kansas City, Missouri, USA – Sprint Center
- 24 i 25 lutego – Indianapolis, Indiana, USA – Bankers Life Fieldhouse
- 28 i 29 lutego – Orlando, Floryda, USA – Amway Center
- 2, 3 i 4 marca – Miami, Floryda, USA – American Airlines Arena
- 7 i 8 marca – Jacksonville, Floryda, USA – Jacksonville Veterans Memorial Arena
- 10 i 11 marca – Raleigh, Karolina Północna, USA – RBC Center
- 13 i 14 marca – Charlotte, Karolina Północna, USA – Time Warner Cable Arena
- 16 i 17 marca – Milwaukee, Wisconsin, USA – BMO Harris Bradley Center
- 20, 21 i 22 marca – Montreal, Kanada – Bell Centre
- 24 i 25 marca – Quebec, Kanada – Colisée Pepsi
- 27 i 28 marca – Minneapolis, Minnesota, USA – Target Center
- 30 marca i 1 kwietnia – Newark, New Jersey, USA – Prudiental Center
- 3, 4 i 5 kwietnia – Nowy Jork – Madison Square Garden
- 7 i 8 kwietnia – Uniondale, Nowy Jork, USA – Nassau Veterans Memorial Coliseum
- 10 i 11 kwietnia – Filadelfia, Pensylwania, USA – Wells Fargo Center
- 13, 14 i 15 kwietnia – Pittsburgh, Pensylwania, USA – Petersen Events Center
- 24 kwietnia – University Park, Pensylwania, USA – Bryce Jordan Center
- 27 i 28 kwietnia – Columbia, Karolina Południowa, USA – Colonial Life Arena
- 2 i 3 maja – Hartford, Connecticut, USA – XL Center
- 5 i 6 maja – Baltimore, Maryland, USA – 1st Mariner Arena
- 8 i 9 maja – Hampton, Wirginia, USA – Hampton Coliseum
- 11 maja – Greenville, Karolina Południowa, USA – BI-LO Center
- 16 i 17 maja – Worcester, Massachusetts, USA – DCU Center
- 19 i 20 maja – Quebec City, Kanada – Colisée Pepsi
- 22 maja – Albany, Nowy Jork, USA – Times Union Center
- 25 maja – Cincinnati, Ohio, USA – U.S. Bank Arena
- 6 i 7 czerwca – Dayton, Ohio, USA – Nutter Center
- 9 i 10 czerwca – Columbus, Ohio, USA – Value City Arena
- 12 i 13 czerwca – Nashville, Tennessee, USA – Bridgestone Arena
- 15 czerwca – Austin, Teksas, USA – Frank Erwin Center
- 20 czerwca – Memphis, Tennessee, USA – FedEx Forum
- 23 czerwca – San Antonio, Teksas, USA – AT&T Center
- 26 i 27 czerwca – Dallas, Teksas, USA – American Airlines Center
- 29 i 30 czerwca oraz 1 lipca – Atlanta, Georgia, USA – Phillips Arena
- 6 i 7 lipca – Montreal, Kanada – Bell Centre
- 11 lipca – Hershey, Pensylwania, USA – Giant Center
- 13, 14 i 15 lipca – Waszyngton, USA – Verizon Center
- 17 i 18 lipca – Cleveland, Ohio, USA – Quicken Loans Arena
- 20 i 21 lipca – Chicago, Illinois, USA – United Center
- 24 i 25 lipca – Ottawa, Kanada – Scotiabank Place
- 27 i 28 lipca – Toronto, Kanada – Air Canada Centre
- 31 lipca – Buffalo, Nowy Jork, USA – First Niagara Center
- 3 i 4 sierpnia – Boston, Massachusetts, USA – TD Garden
- 10 i 11 sierpnia – Vancouver, Kanada – Rogers Arena
- 14 i 15 sierpnia – Los Angeles, Kalifornia, USA – Staples Center
- 24, 25, 26, 28, 29, 30 i 31 sierpnia; 1 i 2 września – Meksyk, Meksyk – Palacio de los Deportes

#### Europa
- 12, 13, 14, 16, 17, 19, 20 i 21 października – Londyn, Anglia – The O2 Arena
- 24 i 25 października – Herning, Dania – Jyske Bank Boxen
- 27 i 28 października – Kopenhaga, Dania – Parken Stadium
- 2 i 3 listopada – Sztokholm, Szwecja – Ericsson Globe
- 5 i 6 listopada – Helsinki, Finlandia – Hartwall Arena
- 9, 10 i 11 listopada – Sankt Petersburg, Rosja – Pałac Lodowy
- 16 i 17 listopada – Frankfurt, Niemcy – Festhalle Frankfurt
- 20 i 21 listopada – Oberhausen, Niemcy – König Pilsener Arena
- 24 i 25 listopada – Monachium, Niemcy – Olympiahalle
- 28 listopada – Hanower, Niemcy – TUI Arena
- 1 i 2 grudnia – Wiedeń, Austria – Wiener Stadthalle
- 5 grudnia – Mannheim, Niemcy – SAP Arena
- 8 i 9 grudnia – Lipsk, Niemcy – Leipzig Arena
- 11 i 12 grudnia – Hamburg, Niemcy – Barclaycard Arena
- 15 i 16 grudnia – Kolonia, Niemcy – Lanxess Arena
- 19 i 20 grudnia – Berlin, Niemy – O2 World
- 26, 27, 28, 29 I 30 grudnia – Madryt, Hiszpania – Palacio de Deportes

### Koncerty w 2013

#### Europa
- 17, 18 i 19 stycznia – Kazań, Rosja – TatNeft Arena
- 22, 23, 24, 25, 26 i 27 stycznia – Moskwa, Rosja – Olimpijskij
- 5 i 6 lutego – Budapeszt, Węgry – Papp László Budapest Sportaréna
- 8 i 9 lutego – Praga, Czechy – O2 Arena
- 13, 14 i 15 lutego – Zurych, Szwajcaria – Hallenstadion
- 19 i 20 lutego – Turyn, Włochy – Pala Alpitour
- 23 i 24 lutego – Mediolan, Włochy – Mediolanum Forum
- 26 i 27 lutego – Montpellier, Francja – Park&Suites Arena
- 1 i 2 marca – Antwerpia, Belgia – Sportpaleis Antwerp
- 8, 9 i 10 marca – Amsterdam, Holandia – Ziggo Dome
- 15, 16 i 17 marca – Stambuł, Turcja – Ulker Sports Arena
- 26 marca – Birmingham, Anglia – Birmingham Arena
- 29 i 30 marca – Manchester, Anglia – Manchester Arena
- 2, 3, 4, 5, 6 i 7 kwietnia – Paryż, Francja – Palais Omnisports de Paris-Bercy
- 11, 12, 13 i 14 kwietnia – Lizbona, Portugalia – Pavilhão Atlântico
- 17, 18, 19, 20 i 21 kwietnia – Barcelona, Hiszpania – Palau Sant Jordi

#### Azja
- 9, 10, 11 i 12 maja – Saitama, Japonia – Saitama Super Arena
- 16, 17, 18 i 19 maja – Jokohama, Japonia – Yokohama Arena
- 23, 24, 25 i 26 maja – Nagoja, Japonia – Nippson Gaishi Hall
- 30 i 31 maja oraz 1 i 2 czerwca – Fukuoka, Japonia – Marine Messe Fukuoka
- 6, 7, 8, 9, 13, 14, 15 i 16 czerwca – Osaka, Japonia – Osaka-jō hall
- 28, 29 i 30 czerwca – Tajpej, Tajwan – Taipei Arena
- 10, 11, 12, 13 i 14 lipca – Seul, Korea Południowa – Olympic Gymnastics Arena
- 17, 18, 19, 20 i 21 lipca – Daegu, Korea Południowa – EXCO Daegu Exhibition and Convention Center
- 9, 10 i 11 sierpnia – Pekin, Chiny – MasterCard Center
- 16, 17 i 18 sierpnia – Szanghaj, Chiny – Mercedes-Benz Arena
- 23, 24 i 25 sierpnia – Hong Kong – AsiaWorld-Arena

#### Oceania
- 18, 19, 20, 21, 22, 26 i 27 września – Perth, Australia – Perth Arena
- 26, 27, 28 i 29 września – Sydney, Australia – Allphones Arena
- 2, 3, 4, 5 i 6 października – Brisbane, Australia – Brisbane Entertainment Centre
- 9, 10, 11, 12 i 13 października – Melbourne, Australia – Rod Laver Arena
- 15, 16 i 17 października – Adelaide, Australia – Adelaide Entertainment Centre
- 30 i 31 października oraz 1, 2 i 3 listopada – Auckland, Nowa Zelandia – Vector Arena

#### Zjednoczone Emiraty Arabskie
- 30 grudnia – Dubaj, Dubai World Trade Center

### Koncerty w 2014

#### Zjednoczone Emiraty Arabskie
- 1, 2, 3, 4, 6, 7, 8, 9, 10, 11, 13 i 14 stycznia – Dubaj, Dubai World Trade Center

#### Ameryka Północna
- 28 lutego i 1 marca – Worcester, Massachusetts, USA – DCU Center
- 6 marca – Amherst, Massachusetts, USA – Mullins Center
- 10 i 11 marca – Rochester, Illinois, USA – Blue Cross Arena
- 18 i 19 marca – Baltimore, Maryland, USA – 1st Mariner Arena
- 21 i 22 marca – Fairfax, Wirginia, USA – Patriot Center
- 25 i 26 marca – Filadelfia, Pensylwnania, USA – Wells Fargo Center
- 28 i 29 marca – Trenton, New Jersey, USA – Sun National Bank Center
- 1 i 2 kwietnia – Raleigh, Karolina Północna, USA – PNC Arena
- 4 i 5 kwietnia – Norfolk, Wirginia, USA – Norfolk Scope Arena
- 8 i 9 kwietnia – Charlotte, Karolina Północna, USA – Time Warner Cable Arena
- 11 i 12 kwietnia – Greensboro, Karolina Północna, USA – Greensboro Coliseum Complex
- 15 i 16 kwietnia – Richmond, Wirginia, USA – Richmond Coliseum
- 18 i 19 kwietnia – Columbus, Ohio, USA – Schottenstein Center
- 22 i 23 kwietnia – North Little Rock, Arizona, USA – Verizon Arena
- 25 i 26 kwietnia – Louisville, Kentucky, USA – KFC! Yum Center
- 29 i 30 kwietnia – Toledo, Ohio, USA – Huntington Center
- 2 i 3 maja – Lexington, Kentucky, USA – Rupp Arena
- 6 i 7 maja – Huntsville, Alabama , USA – Von Braun Center
- 10 i 11 maja – Duluth, Minnesota, USA – Gwinnet Center
- 13 i 14 maja – Gainesville, Floryda, USA – O’Connell Center
- 16 i 17 maja – North Charleston, Karolina Południowa, USA – North Charleston Coliseum
- 20 i 21 maja – Tampa, Floryda, USA – Tampa Bay Times Forum
- 23 i 24 maja – Sunrise, Floryda, USA – BB&T Center
- 24 i 25 czerwca – Lincoln, Nebraska, USA – Pinnacle Bank Arena
- 27 i 28 czerwca – Hoffman Estates, Illinois, USA – Sears Centre Arena
- 8 i 9 lipca – Salt Lake City, Utah, USA – EnergySolutions Arena
- 22 i 23 lipca – Oklahoma City, Oklahoma, USA – Chesapeake Energy Arena
- 25 i 26 lipca – Dallas, Teksas, USA – American Airlines Center
- 29 i 30 lipca – Lafayette, Luizjana, USA – Cajundome
- 5 i 6 sierpnia – Cedar Park, Teksas, USA – Cedar Park Center
- 8 i 9 sierpnia – Houston, Teksas, USA – Toyota Center
- 20, 21, 22, 23 i 24 sierpnia – Meksyk, Meksyk – Palacio de los Deportes
- 28, 29, 30 i 31 sierpnia – Guadalajara, Meksyk – Arena VFG

## Obsada przedstawienia

### Produkcja
- Scenariusz i reżyseria – Jamie King
- Dyrekcja – Chantal Tremblay
- Muzyka – Michael Jackson
- Remiksowanie – Kevin Antunes
- Scenografia – Mark Fisher
- Projektant i malarz rekwizytów – Michael Curry
- Projektowanie kostiumów – Zaldy Goco
- Projektant sprzętu akrobatycznego – Germain Guillemot
- Projektant takielunku i sprzętu akrobatycznego – Scott Osgood
- Projektant projekcji – Olivier Goulet
- Projektant oświetlenia – Martin Labrecque
- Projektant dźwięku – François Desjardins

### Zespół
- Reżyser muzyki – Greg Phillinganes
- Keyboardy – Greg Phillinganes, Darrel Smith i Charles Wilson
- Perkusja – Jonathan Moffett
- Gitary – Jon Clark i Desiree Bassett
- Bas – Don Boyette
- Instrumenty perkusyjne – Takuya Hirano i Bashiri Johnson
- Trąbki – Keyon Harrold, Mike Phillips, Michael Ghegan i Ravi Best
- Skrzypce: Tina Guo i Mariko
- Wokale: Fred White, Stephanie Alexander, Jory Steinberg, Jason Woods i Marie Rodriguez

### Wykonawcy
- Główni tancerze – Pom Arnold, Jonathan Bayani, Michael Cameron, Tina Cannon, Khalid Freeman, Jawkeen Howeard, Ruthy Inchaustegui, Jeff Kelly, Shondra Leigh, Cameron McKinlay, Fernardo Miro, Leo Montezuma, Gianinni Semendo Momera, Melena Rounnis, Tammy To, Levan Torchinava, Davi Lorenzo, Yavuz Topuz, Tomohiko Tsujimoto, Joseph Wiggan i Josette Wiggan, Kendrick Jones i Danielle Hobbs, Jean Sok, Les Twins.

- mimowie: Mansour Abdessadok i Jonathan Bayani

- Tancerze polki: Anna Melnikova, Felix Cane, Talia Marino, Giulia Polanti

- Akrobaci: Vincent Deplanche, Christian Détraz, Harvey Donnelly, Darren Trull, Kodai Noro, Daisuke Suzuki, Yuta Takahashi, Mitsuhito Tamura, Tatsuya Tanimoto, Narihito Tonosaki, Loic Weissbrodt, Terrance Harrison, Joshua Rasile, Igor Zaripov

## Dochody z występów
| Państwo                      | Miasto                     | Miejsce koncertu                                   | Sprzedaż biletów/Dostępne | Przychód     |
| ---------------------------- | -------------------------- | -------------------------------------------------- | ------------------------- | ------------ |
| Kanada                       | Montreal                   | Bell Centre (październik 2011)                     | -/-                       | -            |
| Kanada                       | Ottawa                     | Scotiabank Place (październik 2011)                | -/-                       | -            |
| Kanada                       | Hamilton                   | Copps Coliseum                                     | -/-                       | -            |
| USA                          | Detroit                    | Joe Louis Arena                                    | -/-                       | -            |
| Kanada                       | London                     | John Labatt Centre (październik 2011)              | -/-                       | -            |
| Kanada                       | Toronto                    | Air Canada Centre (październik 2011)               | -/-                       | -            |
| Kanada                       | Winnipeg                   | MTS Centre                                         | -/-                       | -            |
| Kanada                       | Saskatoon                  | Credit Union Centre                                | -/-                       | -            |
| Kanada                       | Edmonton                   | Rexall Place                                       | 19,131/19,131             | $2,482,170   |
| Kanada                       | Vancouver                  | Rogers Arena                                       | 32,589/39,441             | $3,905,970   |
| USA                          | Spokane                    | Spokane Veterans Memorial Arena                    | -/-                       | -            |
| USA                          | Eugene                     | Matthew Knight Arena                               | 3,869/6,919               | $459,033     |
| USA                          | Portland                   | Rose Garden Arena                                  | -/-                       | -            |
| USA                          | Salt Lake City             | EnergySolutions Arena                              | -/-                       | -            |
| USA                          | Las Vegas                  | Mandalay Bay Events Center                         | 140,019/260,640           | $14,475,909  |
| USA                          | Phoenix                    | US Airways Center                                  | 16,149/23,162             | $1,825,233   |
| USA                          | Boise                      | Taco Bell Arena                                    | 5,647/6,525               | $603,818     |
| USA                          | Denver                     | Pepsi Center                                       | 23,078/25,614             | $2,552,443   |
| USA                          | Sacramento                 | Power Balance Pavillion                            | 13,507/19,948             | $1,323,679   |
| USA                          | San Jose                   | HP Pavillion at San Jose                           | 27,537/32,976             | $3,281,784   |
| USA                          | Oakland                    | Oracle Arena                                       | 31,785/35,814             | $3,448,610   |
| USA                          | San Diego                  | Valley View Casino Center                          | 14,928/19,844             | $1,609,176   |
| USA                          | Anaheim                    | Honda Center                                       | 12,979/18,528             | $1,481,242   |
| USA                          | Los Angeles                | Staples Center                                     | 31,632/35,814             | $3,867,569   |
| USA                          | St. Louis                  | Scottrade Center                                   | 11,989/20,508             | $1,161,543   |
| USA                          | Houston                    | Toyota Center                                      | 30,548/33,018             | $3,627,938   |
| USA                          | Nowy Orlean                | New Orleans Arena                                  | 12,097/23,278             | $1,264,312   |
| USA                          | Tulsa                      | BOK Center                                         | 10,212/21,818             | $1,156,139   |
| USA                          | Kansas City                | Sprint Center                                      | 14,922/22,334             | $1,546,350   |
| USA                          | Indianapolis               | Bankers Life Fieldhouse                            | 13,975/20,844             | $1,707,418   |
| USA                          | Orlando                    | Amway Center                                       | 19,288/21,780             | $2,200,201   |
| USA                          | Miami                      | American Airlines Arena                            | 35,105/37,974             | $4,296,135   |
| USA                          | Jacksonville               | Jacksonville Veterans Memorial Arena               | 9,463/12,246              | $905,144     |
| USA                          | Raleigh (marzec 2012)      | RBC Center                                         | 12,793/21,296             | $1,376,253   |
| USA                          | Charlotte (marzec 2012)    | Time Warner Cable Arena                            | 10,369/24,824             | $1,100,604   |
| USA                          | Milwaukee                  | BMO Harris Bradley Center                          | 13,828/23,730             | $1,518,631   |
| Kanada                       | Montreal                   | Bell Centre (marzec 2012)                          | 28,504/38,415             | $3,646,620   |
| Kanada                       | Quebec City                | Colisée Pepsi (marzec 2012)                        | 14,090/18,238             | $1,719,960   |
| USA                          | Minneapolis                | Target Center                                      | 16,204/20,098             | $1,719,960   |
| USA                          | Newark                     | Prudential Center                                  | 24,452/32,709             | $2,662,658   |
| USA                          | New York City              | Madison Square Garden                              | 29,007/33,081             | $3,794,245   |
| USA                          | Uniondale                  | Nassau Veterans Memorial Coliseum                  | 16,935/22,470             | $1,823,742   |
| USA                          | Filadelfia (kwiecień 2012) | Wells Fargo Center                                 | 19,174/23,732             | $2,363,651   |
| USA                          | Pittsburgh                 | Petersen Events Center                             | 15,645/19,821             | $1,301,898   |
| USA                          | University Park            | Bryce Jordan Center                                | 4,575/11,003              | $482,617     |
| USA                          | Columbia                   | Colonial Life Arena                                | 7,979/15,500              | $707,395     |
| USA                          | Hartford                   | XL Center                                          | 14,030/20,770             | $1,571,574   |
| USA                          | Baltimore (maj 2012)       | 1st Mariner Arena                                  | 17,819/21,526             | $2,086,549   |
| USA                          | Hampton                    | Hampton Coliseum                                   | 7,289/10,832              | $731,757     |
| USA                          | Greenville                 | BI-LO Center                                       | 4,215/7,466               | $380,280     |
| USA                          | Worcester                  | DCU Center                                         | 11,223/17,022             | $1,220,535   |
| Kanada                       | Quebec City                | Colisée Pepsi (maj 2012)                           | 4,079/11,972              | $423,305     |
| USA                          | Albany                     | Times Union Center                                 | 5,475/9,736               | $516,663     |
| USA                          | Cincinnati                 | U.S. Bank Arena                                    | 6,031/8,510               | $577,376     |
| USA                          | Dayton                     | Nutter Center                                      | 7,635/16,470              | $748,994     |
| USA                          | Columbus                   | Value City Arena                                   | 14,124/20,984             | $1,465,358   |
| USA                          | Nashville                  | Bridgestone Arena                                  | 11,277/19,234             | $1,055,507   |
| USA                          | Austin                     | Frank Erwin Center                                 | 8,756/10,535              | $1,106,902   |
| USA                          | Memphis                    | FedExForum                                         | 3,901/10,792              | $407,078     |
| USA                          | San Antonio                | AT&T Center                                        | 10,028/11,272             | $1,121,252   |
| USA                          | Dallas                     | American Airlines Center                           | 16,454/22,184             | $1,807,601   |
| USA                          | Atlanta                    | Phillips Arena                                     | 25,952/36,486             | $1,807,601   |
| Kanada                       | Montreal                   | Bell Centre (lipiec 2012)                          | 20,128/25,610             | $2,428,050   |
| USA                          | Hershey                    | Giant Center                                       | 6,805/8,058               | $553,272     |
| USA                          | Waszyngton                 | Verizon Center                                     | 30,203/34,260             | $3,916,511   |
| USA                          | Cleveland                  | Quicken Loans Arena                                | 14,270/21,964             | $1,514,927   |
| USA                          | Chicago                    | United Center                                      | 22,177/24,226             | $2,658,416   |
| Kanada                       | Ottawa                     | Scotiabank Place (lipiec 2012)                     | 12,883/23,796             | $1,233,900   |
| Kanada                       | Toronto                    | Air Canada Centre (lipiec 2012)                    | 20,864/23,310             | $2,422,040   |
| USA                          | Buffalo                    | First Niagara Center                               | 5,483/3,730               | $521,914     |
| USA                          | Boston                     | TD Garden                                          | 21,802/22,440             | $1,667,240   |
| Kanada                       | Vancouver                  | Rogers Arena (sierpień 2012)                       | 15,456/24,628             | $1,667,240   |
| USA                          | Los Angeles                | Staples Center                                     | 17,975/24,578             | $2,005,380   |
| Meksyk                       | Meksyk                     | Palacio de los Deportes (sierpień 2011)            | 163,261/199,556           | $13,234,000  |
| Anglia                       | Londyn                     | The O2 Arena                                       | 78,777/78,777             | $7,290,450   |
| Dania                        | Herning                    | Jyske Bank Boxen                                   | 15,242/22,000             | $1,480,670   |
| Dania                        | Kopenhaga                  | Parken Stadium                                     | 28,156/36,710             | $2,609,620   |
| Szwecja                      | Sztokholm                  | Ericsson Globe                                     | 15,875/18,000             | $1,543,730   |
| Finlandia                    | Helsinki                   | Hartwall Arena                                     | 24,493/34,659             | $2,097,870   |
| Rosja                        | Sankt Petersburg           | Ice Palace Saint Petersburg                        | 29,800/31,148             | $3,410,855   |
| Niemcy                       | Frankfurt                  | Festhalle Frankfurt                                | 17,992/22,000             | $1,886,090   |
| Niemcy                       | Oberhausen                 | König Pilsener Arena                               | 9,175/11,594              | $894,598     |
| Niemcy                       | Monachium                  | Olympiahalle                                       | 23,299/24,000             | $2,291,070   |
| Niemcy                       | Hanower                    | TUI Arena                                          | 7,356/8,000               | $736,222     |
| Austria                      | Wiedeń                     | Wiener Stadthalle                                  | 22,966/30,220             | $2,345,310   |
| Niemcy                       | Mannheim                   | SAP Arena                                          | 7,729/7,960               | $750,198     |
| Niemcy                       | Lipsk                      | Leipzig Arena                                      | 10,970/12,000             | $1,108,310   |
| Niemcy                       | Hamburg                    | O2 World Hamburg                                   | 13,905/20,568             | $1,321,750   |
| Niemcy                       | Kolonia                    | Lanxess Arena                                      | 21,426/30,000             | $2,192,280   |
| Niemcy                       | Berlin                     | O2 World                                           | 17,650/23,640             | $2,192,280   |
| Hiszpania                    | Madryt                     | Palacio de los Deportes de la Communidad de Madrid | 46,540/51,145             | $3,803,510   |
| Rosja                        | Kazań                      | TatNeft Arena                                      | 17,732/20,452             | $2,136,633   |
| Rosja                        | Moskwa                     | Olimpijskij                                        | 76,818/86,502             | $9,955,539   |
| Węgry                        | Budapeszt                  | Papp Laszlo Budapest Sportaréna                    | 14,749/19,242             | $1,231,780   |
| Czechy                       | Praga                      | O2 Arena                                           | 10,762/22,928             | $1,089,630   |
| Szwajcaria                   | Zurych                     | Hallenstadion                                      | 20,738/22,500             | $2,884,220   |
| Włochy                       | Turyn                      | Pala Alpitour                                      | 11,293/15,714             | $943,035     |
| Włochy                       | Mediolan                   | Mediolanum Forum                                   | 25,566/26,605             | $2,184,610   |
| Francja                      | Montpellier                | Park&Suites Arena                                  | 8,900/14,562              | $802,299     |
| Belgia                       | Antwerpia                  | Sportpaleis Antwerp                                | 34,471/40,116             | $3,070,750   |
| Holandia                     | Amsterdam                  | Ziggo Dome                                         | 26,744/30,588             | $2,691,260   |
| Turcja                       | Stambuł                    | Ulker Sports Arena                                 | 12,825/38,265             | $1,004,380   |
| Anglia                       | Birmingham                 | National Indoor Arena                              | 7,923/9,347               | $693,247     |
| Anglia                       | Manchester                 | Manchester Arena                                   | 11,132/15,028             | $892,891     |
| Francja                      | Paryż                      | Palais Omnisports de Paris-Bercy                   | 58,458/83,024             | $5,590,080   |
| Portugalia                   | Lizbona                    | Pavilhão Atlântico                                 | 44,709/66,240             | $3,6123,340  |
| Hiszpania                    | Barcelona                  | Palau Sant Jordi                                   | 56,081/67,626             | $4,517,110   |
| Japonia                      | Saitama                    | Saitama Super Arena                                | 82,816/87,828             | $8,951,360   |
| Japonia                      | Yokohama                   | Yokohama Arena                                     | 61,160/62,484             | $7,068,320   |
| Japonia                      | Nagoja                     | Nippon Gaishi Hall                                 | 35,333/36,756             | $4,105,970   |
| Japonia                      | Fukuoka                    | Marina Messe Fukuoka                               | 37,068/45,930             | $5,626,780   |
| Japonia                      | Osaka                      | Osaka-jō Hall                                      | 84,307/93,120             | $13,899,200  |
| Tajwan                       | Tajpej                     | Taipei Arena                                       | 38,859/50,545             | $4,310,940   |
| Korea Południowa             | Seul                       | Olympic Gymnastics Arena                           | 32,267/66,080             | $3,234,710   |
| Korea Południowa             | Daegu                      | EXCO Daegu Convention and Exhibition Center        | 18,371/40,791             | $1,419,340   |
| Chiny                        | Pekin                      | MasterCard Center                                  | 11,959/42,420             | $1,094,970   |
| Chiny                        | Szanghaj                   | Mercedes-Benz Arena                                | 18,124/43,760             | $1,867,780   |
| Hong Kong                    | Hong Kong                  | AsiaWorld-Arena                                    | 17,938/41,010             | $1,713,200   |
| Australia                    | Perth                      | Perth Arena                                        | 52,681/72,516             | $6,865,840   |
| Australia                    | Sydney                     | Allphones Arena                                    | 50,593/58,848             | $6,565,130   |
| Australia                    | Brisbane                   | Brisbane Entertainment Centre                      | 36,075/51,156             | $4,686,980   |
| Australia                    | Melbourne                  | Rod Laver Arena                                    | 59,810/64,414             | $7,761,670   |
| Australia                    | Adelaide                   | Adelaide Entertainment Centre                      | 21,323/24,824             | $2,837,820   |
| Nowa Zelandia                | Auckland                   | Vector Arena                                       | 58,507/67,168             | $6,911,550   |
| Zjednoczone Emiraty Arabskie | Dubaj                      | Dubai World Trade Centre                           | 50,540/60,000             | $7,100,620   |
| USA                          | Worcester                  | DCU Center                                         | 7,862/9,640               | $784,647     |
| USA                          | Amherst                    | Mullins Center                                     | 3,747/5,129               | $286,567     |
| USA                          | Rochester                  | Blue Cross Arena                                   | 7,104/10,000              | $627,084     |
| USA                          | Baltimore (marzec 2014)    | 1st Mariner Arena                                  | 9,354/11,886              | $965,083     |
| USA                          | Fairfax                    | Patriot Center                                     | 11,905/12,654             | $1,408,665   |
| USA                          | Filadelfia                 | Wells Fargo Center (marzec 2014)                   | 12,375/15,902             | $1,210,963   |
| USA                          | Trenton                    | Sun National Bank Center                           | 8,664/10,602              | $772,531     |
| USA                          | Raleigh                    | PNC Arena (kwiecień 2014)                          | 4,802/17,336              | $339,837     |
| USA                          | Norfolk                    | Norfolk Scope Arena                                | 7,296/17,962              | $761,662     |
| USA                          | Charlotte                  | Time Warner Cable Arena (kwiecień 2014)            | 5,748/15,584              | $489,436     |
| USA                          | Greensboro                 | Greensboro Coliseum Complex                        | 6,215/12,480              | $513,676     |
| USA                          | Richmond                   | Richmond Coliseum                                  | 6,408/11,772              | $513,676     |
| USA                          | Columbus                   | Schottenstein Center                               | 8,654/15,062              | $751,992     |
| USA                          | North Little Rock          | Verizon Arena                                      | 4,886/18,238              | $359,227     |
| USA                          | Louisville                 | KFC!Yum Center                                     | 8,233/13,660              | $681,119     |
| USA                          | Toledo                     | Huntington Center                                  | 6,125/8,390               | $418,637     |
| USA                          | Lexington                  | Rupp Arena                                         | 4,177/15,538              | $410,142     |
| USA                          | Huntsville                 | Von Braun Center                                   | 3,420/10,166              | $310,083     |
| USA                          | Duluth                     | Gwinnett Center                                    | 11,790/15,324             | $1,136,958   |
| USA                          | Gainesville                | O' Connell Center                                  | 4,936/11,660              | $393,001     |
| USA                          | North Charleston           | North Charleston Coliseum                          | 6,306/13,178              | $525,785     |
| USA                          | Tampa                      | Tampa Bay Times Forum                              | 12,737/14,150             | $1,113,082   |
| USA                          | Sunrise                    | BB&T Center                                        | 17,733/20,700             | $1,541,926   |
| USA                          | Lincoln                    | Pinnacle Bank Arena                                | 7,777/10,580              | $592,330     |
| USA                          | Hoffman Estates            | Sears Centre Arena                                 | 11,003/11,688             | $948,253     |
| USA                          | Salt Lake City             | Energy Solutions Arena (lipiec 2014)               | -/-                       | -/-          |
| USA                          | Lafayette                  | Cajundome                                          | 6,052/12,590              | $548,640     |
| USA                          | Cedar Park                 | Cedar Park Center                                  | 4,862/10,854              | $396,317     |
| USA                          | Houston                    | Toyota Center (sierpień 2014)                      | 14,480/15,596             | $1,240,387   |
| Meksyk                       | Meksyk                     | Palacio de los Deportes                            | 52,441/109,650            | $3,273,640   |
| Meksyk                       | Guadalajara                | Arena VFG                                          | 42,025/64,176             | $3,017,370   |
| RAZEM                        |                            |                                                    | 3,207,796/4,401,410       | $341,998,550 |